# Захарьевское сельское поселение
Захарьевское сельское поселение — упразднённое муниципальное образование в составе Угранского района Смоленской области России.
Административный центр — деревня Большое Захарьевское.
Образовано законом от 28 декабря 2004 года. Упразднено законом от 25 мая 2017 года с включением всех входивших в его состав населённых пунктов в Всходское сельское поселение.

## Географические данные
- Расположение: западная часть Угранского района
- Общая площадь: 100,1 км²
- Граничит:
  - на севере — с Мытишинским сельским поселением
  - на северо-востоке — с Полдневским сельским поселением
  - на юго-востоке — с Всходским сельским поселением
  - на юге — с Холмовским сельским поселением
  - на юго-западе — с Ельнинским районом
  - на северо-западе — с Дорогобужским районом
- Крупная река: Угра.

## Население
| 2011 | 2012 | 2013 | 2014 | 2015 | 2016 | 2017 |
| ---- | ---- | ---- | ---- | ---- | ---- | ---- |
| 57   | ↘53  | ↘52  | ↘51  | →51  | ↘47  | →47  |

## Населённые пункты
На территории поселения находилось 16 населённых пунктов:
- Деревня Большое Захарьевское — административный центр
- Береговая, деревня
- Буда, деревня
- Вергово, деревня
- Высокое, деревня
- Жули, деревня
- Заборье, деревня
- Красные Поделы, деревня
- Любогощь, деревня
- Малое Захарьевское, деревня
- Подопхаи, деревня
- Пустошка, деревня
- Селибка, деревня
- Семенково, деревня
- Хутор Архангельский, деревня
- Щекино, деревня

## Экономика
2 охотхозяйства, лесничество.